# 卡爾尼科巴島

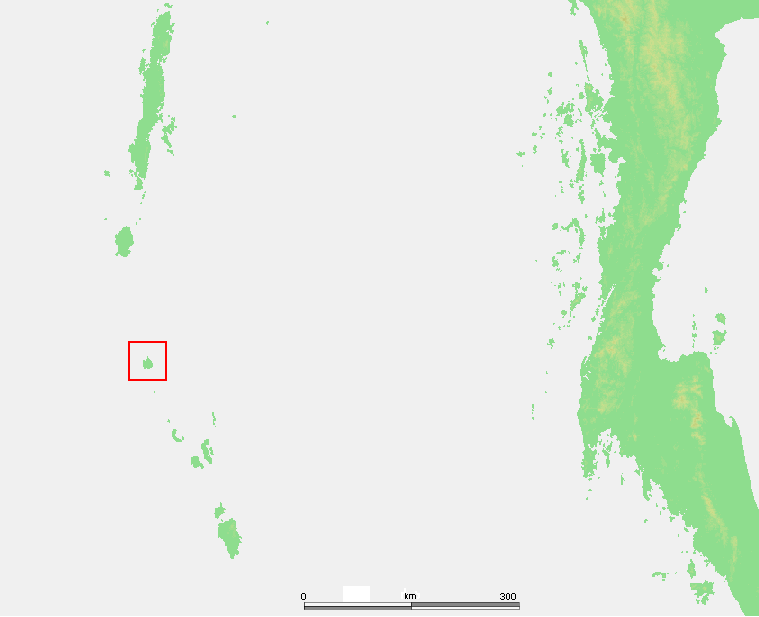

卡爾尼科巴島是印度的島嶼，位於印度洋海域，屬於尼科巴群島的一部分，由安達曼-尼科巴群島負責管轄，長15.9公里、寬13.1公里，面積126.91平方公里，最高點海拔高度60米，2001年人口29,145。